# Чемпіонат Європи з боротьби 2014
 Чемпіонат Європи з боротьби 2014  проходив у Вантаа (Фінляндія) з 1 по 6 квітня.

## Медалісти

### Вільна боротьба
| Категорія | Золото                | Срібло           | Бронза                 |
| --------- | --------------------- | ---------------- | ---------------------- |
| 57 кг     | Владімер Хінчегашвілі | Геннадій Тулбя   | Гарік Барсегян         |
| 57 кг     | Владімер Хінчегашвілі | Геннадій Тулбя   | Зохейр Ель-Уаррак      |
| 61 кг     | Гаджі Алієв           | Бекхан Гойгереєв | Василь Шуптар          |
| 61 кг     | Гаджі Алієв           | Бекхан Гойгереєв | Андрій Препеліца       |
| 65 кг     | Магомед Курбаналієв   | Сервет Джошгун   | Борислав Новачков      |
| 65 кг     | Магомед Курбаналієв   | Сервет Джошгун   | Костянтин Хабалашвілі  |
| 70 кг     | Руслан Дібіргаджієв   | Григор Григорян  | Якуп Гьор              |
| 70 кг     | Руслан Дібіргаджієв   | Григор Григорян  | Мирослав Кіров         |
| 74 кг     | Аніуар Гедуєв         | Джабраїл Гасанов | Сонер Демірташ         |
| 74 кг     | Аніуар Гедуєв         | Джабраїл Гасанов | Крістіан Бржозовський  |
| 86 кг     | Абдулрашид Садулаєв   | Мурад Гайдаров   | Муса Муртазалієв       |
| 86 кг     | Абдулрашид Садулаєв   | Мурад Гайдаров   | Іштван Вереб           |
| 97 кг     | Абдусалам Гадісов     | Хетаг Газюмов    | Іван Янковський        |
| 97 кг     | Абдусалам Гадісов     | Хетаг Газюмов    | Микола Чебан           |
| 125 кг    | Таха Акгюль           | Алан Хугаєв      | Олександр Хоцянівський |
| 125 кг    | Таха Акгюль           | Алан Хугаєв      | Даніель Лігеті         |

### Греко-римська боротьба
| Категорія | Золото                | Срібло            | Бронза               |
| --------- | --------------------- | ----------------- | -------------------- |
| 59 кг     | Александар Костадінов | Віктор Чобану     | Камран Мамедов       |
| 59 кг     | Александар Костадінов | Віктор Чобану     | Іван Куйлаков        |
| 66 кг     | Адам Курак            | Гасан Алієв       | Франк Штаблер        |
| 66 кг     | Адам Курак            | Гасан Алієв       | Іштван Леваї         |
| 71 кг     | Тамаш Лорінц          | Расул Чунаєв      | Олександр Дем'янович |
| 71 кг     | Тамаш Лорінц          | Расул Чунаєв      | Юнус Озель           |
| 75 кг     | Олександр Чехіркін    | Арсен Джулфалакян | Ельвін Мурсалієв     |
| 75 кг     | Олександр Чехіркін    | Арсен Джулфалакян | Марк Мадсен          |
| 80 кг     | Петер Бачі            | Сельчук Чебі      | Георгій Цирекідзе    |
| 80 кг     | Петер Бачі            | Сельчук Чебі      | Олександр Шишман     |
| 85 кг     | Жан Беленюк           | Рамі Хієтаніємі   | Амер Хрустанович     |
| 85 кг     | Жан Беленюк           | Рамі Хієтаніємі   | Даміан Яниковський   |
| 98 кг     | Артур Алексанян       | Дженк Ільдем      | Фредрік Шон          |
| 98 кг     | Артур Алексанян       | Дженк Ільдем      | Мартін Нільсен       |
| 130 кг    | Риза Каяалп           | Любомир Димитров  | Юхан Еурен           |
| 130 кг    | Риза Каяалп           | Любомир Димитров  | Василь Паршин        |

### Жіноча боротьба
| Категорія | Золото               | Срібло              | Бронза               |
| --------- | -------------------- | ------------------- | -------------------- |
| 48 кг     | Марія Стадник        | Наталія Пульковська | Фредріка Петерссон   |
| 48 кг     | Марія Стадник        | Наталія Пульковська | Надія Федорова       |
| 53 кг     | Марія Гурова         | Марія Преволаракі   | Наталія Буду         |
| 53 кг     | Марія Гурова         | Марія Преволаракі   | Ана-Марія Павел      |
| 55 кг     | Софія Маттссон       | Анна Звірідовська   | Ірина Ологонова      |
| 55 кг     | Софія Маттссон       | Анна Звірідовська   | Мімі Христова        |
| 58 кг     | Валерія Коблова      | Ірина Нетреба       | Вікторія Бобєва      |
| 58 кг     | Валерія Коблова      | Ірина Нетреба       | Петра Оллі           |
| 60 кг     | Юганна Маттссон      | Хафізе Шахін        | Ольга Буткевич       |
| 60 кг     | Юганна Маттссон      | Хафізе Шахін        | Тайбе Юсейн          |
| 63 кг     | Анастасія Григор'єва | Марія Мамашук       | Юлія Остапчук        |
| 63 кг     | Анастасія Григор'єва | Марія Мамашук       | Джанан Манолова      |
| 69 кг     | Наталія Воробйова    | Ілана Кратиш        | Лаура Скуїня         |
| 69 кг     | Наталія Воробйова    | Ілана Кратиш        | Аліна Стадник-Махиня |
| 75 кг     | Станка Златева       | Василіса Марзалюк   | Катерина Букіна      |
| 75 кг     | Станка Златева       | Василіса Марзалюк   | Катерина Бурмістрова |

## Розподіл нагород
| Місце  | Країна          | Золото | Срібло | Бронза | Загалом |
| ------ | --------------- | ------ | ------ | ------ | ------- |
| 1      | Росія           | 9      | 2      | 5      | 16      |
| 2      | Азербайджан     | 3      | 5      | 2      | 10      |
| 3      | Туреччина       | 2      | 4      | 3      | 9       |
| 4      | Болгарія        | 2      | 1      | 6      | 9       |
| 5      | Швеція          | 2      | 0      | 3      | 5       |
| 6      | Угорщина        | 2      | 0      | 2      | 4       |
| 7      | Вірменія        | 1      | 2      | 2      | 5       |
| 8      | Україна         | 1      | 1      | 6      | 8       |
| 9      | Грузія          | 1      | 0      | 2      | 3       |
| 10     | Латвія          | 1      | 0      | 1      | 2       |
| 11     | Білорусь        | 0      | 3      | 2      | 5       |
| 12     | Молдова         | 0      | 1      | 3      | 4       |
| 13     | Польща          | 0      | 1      | 2      | 3       |
| 14     | Фінляндія       | 0      | 1      | 1      | 2       |
| 15     | Греція          | 0      | 1      | 0      | 1       |
| 15     | Ізраїль         | 0      | 1      | 0      | 1       |
| 15     | Монако          | 0      | 1      | 0      | 1       |
| 18     | Австрія         | 0      | 0      | 1      | 1       |
| 18     | Данія           | 0      | 0      | 1      | 1       |
| 18     | Франція         | 0      | 0      | 1      | 1       |
| 18     | Німеччина       | 0      | 0      | 1      | 1       |
| 18     | Велика Британія | 0      | 0      | 1      | 1       |
| 18     | Норвегія        | 0      | 0      | 1      | 1       |
| 18     | Румунія         | 0      | 0      | 1      | 1       |
| 18     | Словаччина      | 0      | 0      | 1      | 1       |
| Всього | Всього          | 24     | 24     | 48     | 96      |

## Командний рейтинг
| Команди, кваліфіковані на Кубок Європейських Націй |

| Місце | Чоловіки (вільний стиль) | Чоловіки (вільний стиль) | Чоловіки (греко-римський стиль) | Чоловіки (греко-римський стиль) | Жінки (вільний стиль) | Жінки (вільний стиль) |
| Місце | Команда                  | Очки                     | Команда                         | Очки                            | Команда               | Очки                  |
| ----- | ------------------------ | ------------------------ | ------------------------------- | ------------------------------- | --------------------- | --------------------- |
| 1     | Росія                    | 68                       | Росія                           | 54                              | Росія                 | 62                    |
| 2     | Азербайджан              | 47                       | Туреччина                       | 46                              | Болгарія              | 45                    |
| 3     | Туреччина                | 40                       | Азербайджан                     | 38                              | Україна               | 41                    |
| 4     | Білорусь                 | 38                       | Угорщина                        | 35                              | Швеція                | 34                    |
| 5     | Грузія                   | 36                       | Україна                         | 32                              | Білорусь              | 33                    |
| 6     | Вірменія                 | 34                       | Швеція                          | 28                              | Азербайджан           | 29                    |
| 7     | Україна                  | 31                       | Вірменія                        | 26                              | Туреччина             | 29                    |
| 8     | Угорщина                 | 26                       | Болгарія                        | 22                              | Польща                | 24                    |
| 9     | Болгарія                 | 24                       | Німеччина                       | 20                              | Румунія               | 21                    |
| 10    | Польща                   | 18                       | Білорусь                        | 19                              | Угорщина              | 21                    |